# 氷川神社 (新宿区)
氷川神社（ひかわじんじゃ）は、東京都新宿区下落合にある神社。
新宿氷川神社、新宿下落合氷川神社（しんじゅくしもおちあいひかわじんじゃ）とも言われている。旧下落合村の鎮守。

## 由緒
当神社の由緒は不明であるが、第5代天皇・孝昭天皇の時代（紀元前5世紀）の創建ともそれ以前とも言われている。江戸時代は氷川明神社といわれていた。また江戸時代には近隣の豊島区高田にある氷川神社が祭神が素盞嗚命一座で「男体の宮」と称されたのに対して、下落合の氷川神社の祭神が妻にあたる奇稲田姫命一座であったので「女体の宮」と称され、ふたつあわせて「夫婦の宮」とも称されていた。また近隣の薬王院が別当寺をつとめていた。現在の社殿は第二次世界大戦により焼失し、1951年に再建されたもの、また鳥居は1985年に再建されたものである。
また神社裏手には七曲坂と呼ばれる坂がある。兼務社に東山藤稲荷神社がある。

## 境内社

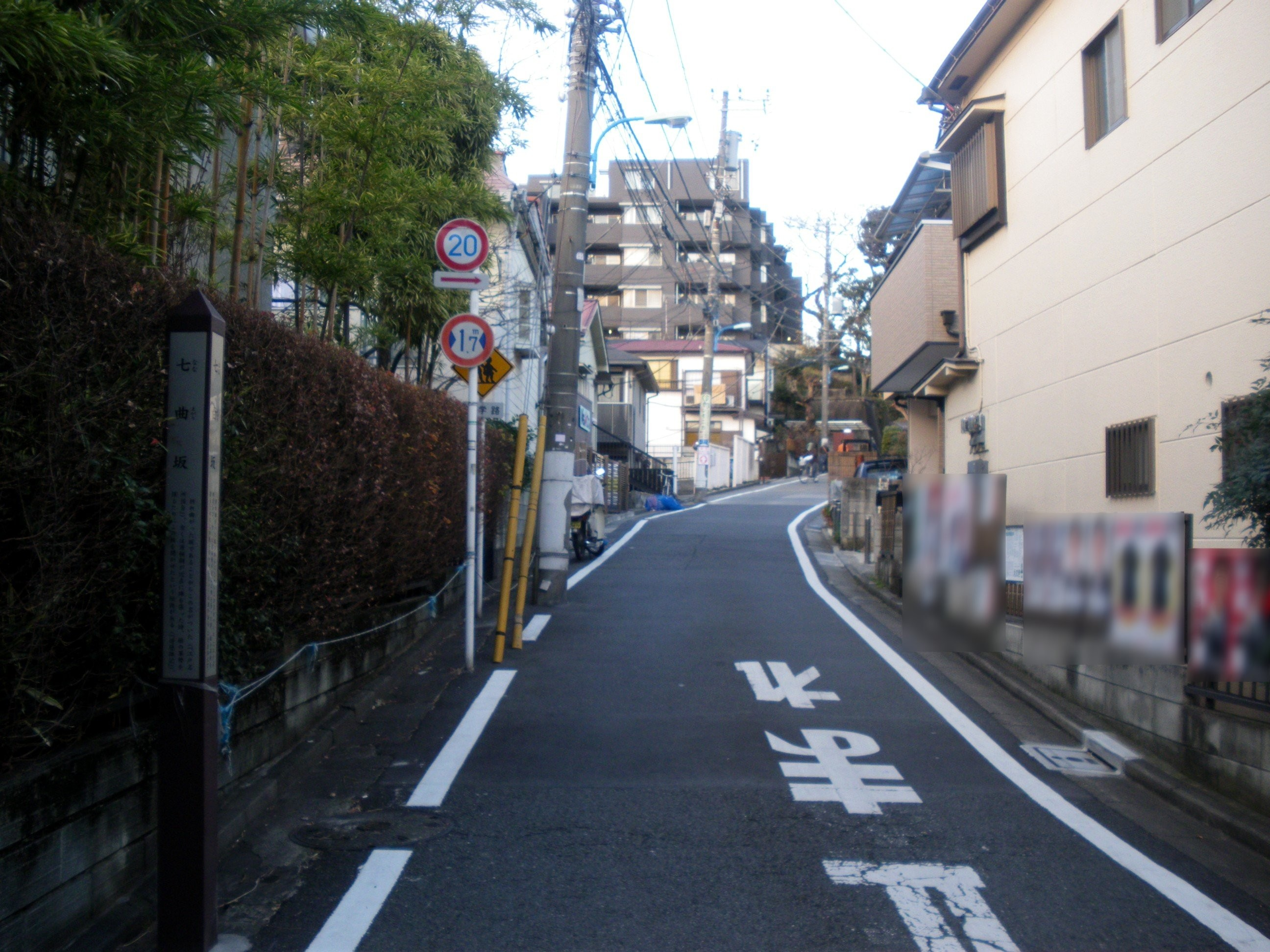
七曲坂

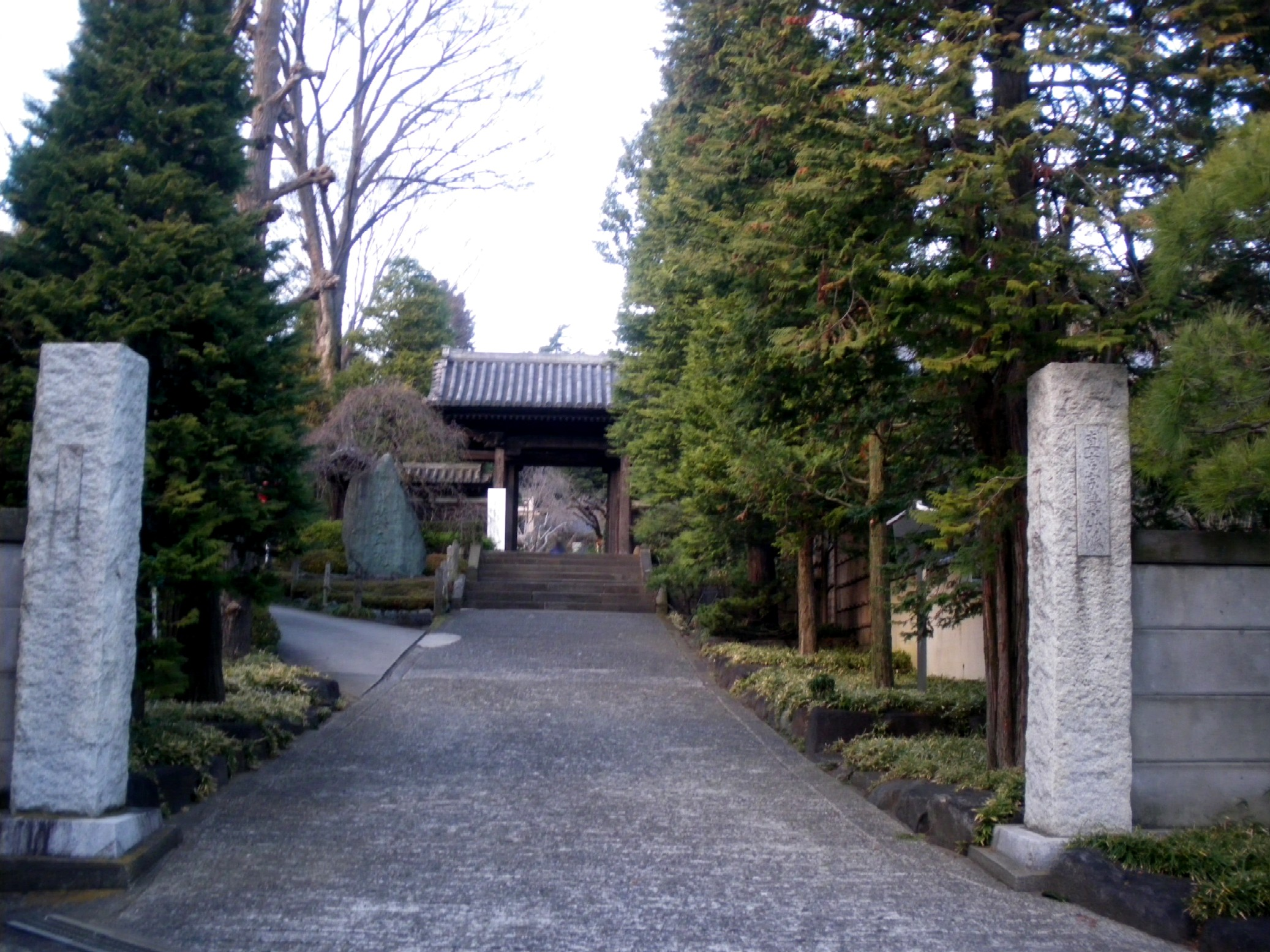
薬王院

- 三峰社
- 天祖社
- 稲荷社
- 諏訪社
- 浅間社
- 天王社

## 氏子地域
- 新宿区下落合一～四丁目
- 中落合一・二丁目全域、三丁目1～15・19（一部）
- 高田馬場三丁目16～18

## アクセス
- 西武新宿線・下落合駅より徒歩5分。または山手線・地下鉄東西線・高田馬場駅より徒歩7分。
- 拝観は無料。